# Curtiss XF15C
Le Curtiss XF15C-1 était un prototype de chasseur à propulsion mixte (en anglais : « mixed-propulsion fighter ») des années 1940, conçu par le constructeur américain Curtiss Aeroplane and Motor Company.

## Conception et développement

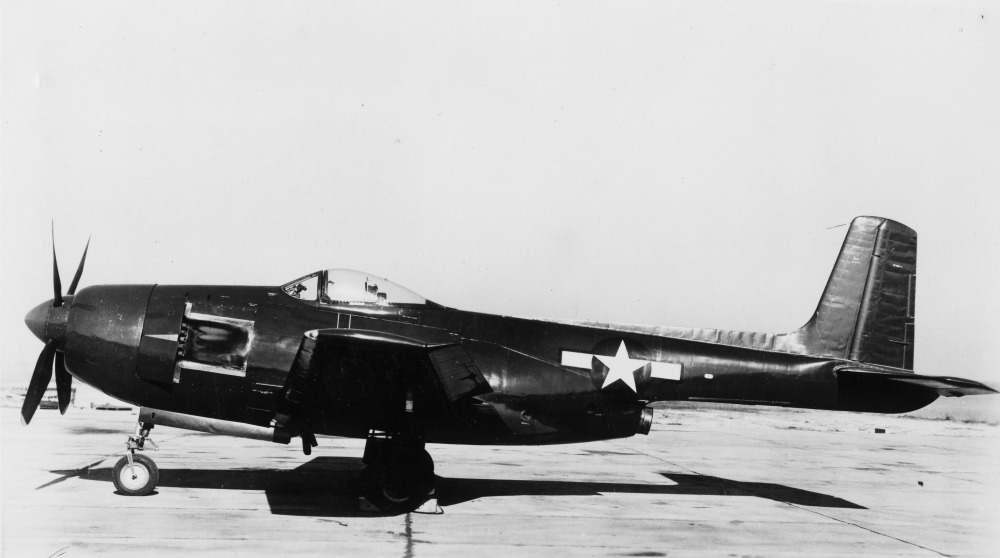
Photographie du prototype de l'avion Curtiss XF15C-1 se trouvant San Diego Air and Space Museum.

À la fin des années 1940, l'US Navy se montra intéressée par le concept de propulsion mixte pour ses chasseurs embarqués. Ces avions devaient être à la fois propulsés par un moteur à hélice et un turboréacteur, comme le FR Fireball. Une commande fut passée avec Curtiss le 7 avril 1944 pour la livraison de trois appareils à propulsion mixte, désignés F15C.
Propulsé à la fois par un moteur à pistons en double étoile Pratt & Whitney R-2800-34W et un turboréacteur Allis-Chalmers J36, l'avion devait théoriquement être le chasseur le plus rapide de la Navy à cette période.

## Histoire opérationnelle
Le premier vol du premier prototype se déroula dans les derniers mois de la Seconde Guerre mondiale, le 27 février 1945, avec le turboréacteur non-installé à bord. Lorsque le turboréacteur fut finalement intégré à l'avion et vola pour la première fois en avril de la même année, l'avion enchaîna les essais avec une série de vols à propulsion mixte. Il s'écrasa cependant le 8 mai 1945 lors d'une approche à l'atterrissage. Le deuxième prototype vola pour la première fois le 9 juillet 1945, et fut rapidement suivi par le troisième appareil.
Les deux avions se montraient prometteurs, mais la Navy perdit toutefois tout intérêt pour ce modèle et abandonna tout développement ultérieur vers octobre 1946. Il ne dépassa donc pas le stade de prototype.

## Exemplaire préservé
Sur les deux prototypes restants de cet avion particulier, un fut directement envoyé à la ferraille après la fin de la Seconde Guerre mondiale, mais l'autre fut conservé en stockage jusqu'à ce que la marine américaine le cède pour qu'il devienne une pièce de musée. Cet exemplaire était alors exposé au Quonset Air Museum (en), à North Kingstown, dans l'état de Rhode Island, aux États-Unis,.
Ce musée a été fermé en mars 2014, car son toit s'est effondré à cause d'une importante quantité de neige et de glace. L'aéronef a été déplacé au Hickory Aviation Museum, en Caroline du Nord.